# Verchocq
Verchocq (flämisch: Everkok) ist eine französische Gemeinde mit 643 Einwohnern (Stand: 1. Januar 2022) im Département Pas-de-Calais in der Region Hauts-de-France (vor 2016: Nord-Pas-de-Calais). Sie gehört zum Arrondissement Montreuil und zum Kanton Lumbres (bis 2015: Kanton Hucqueliers).

## Geographie
Verchocq liegt etwa 34 Kilometer südöstlich von Boulogne-sur-Mer am Aa. Nachbargemeinden von Verchocq sind Rumilly im Norden und Nordwesten, Renty im Norden und Osten, Coupelle-Vieille im Osten und Südosten, Créquy im Süden sowie Herly im Westen und Südwesten.

## Bevölkerungsentwicklung
| Jahr                      | 1962 | 1968 | 1975 | 1982 | 1990 | 1999 | 2006 | 2013 |
| Einwohner                 | 653  | 633  | 577  | 590  | 553  | 523  | 574  | 650  |
| Quelle: Cassini und INSEE |      |      |      |      |      |      |      |      |

## Sehenswürdigkeiten
- Kirche Saint-Martin aus dem 16./17. Jahrhundert
- Kirche L'Immaculée-Conception in der Ortschaft Rollez aus dem Jahr 1864
- Kapelle Notre-Dame aus dem 16. Jahrhundert
- Kapelle von Gournay aus dem  Jahre 1778
- Reste der alten Burg
- Schloss aus dem Jahre 1810

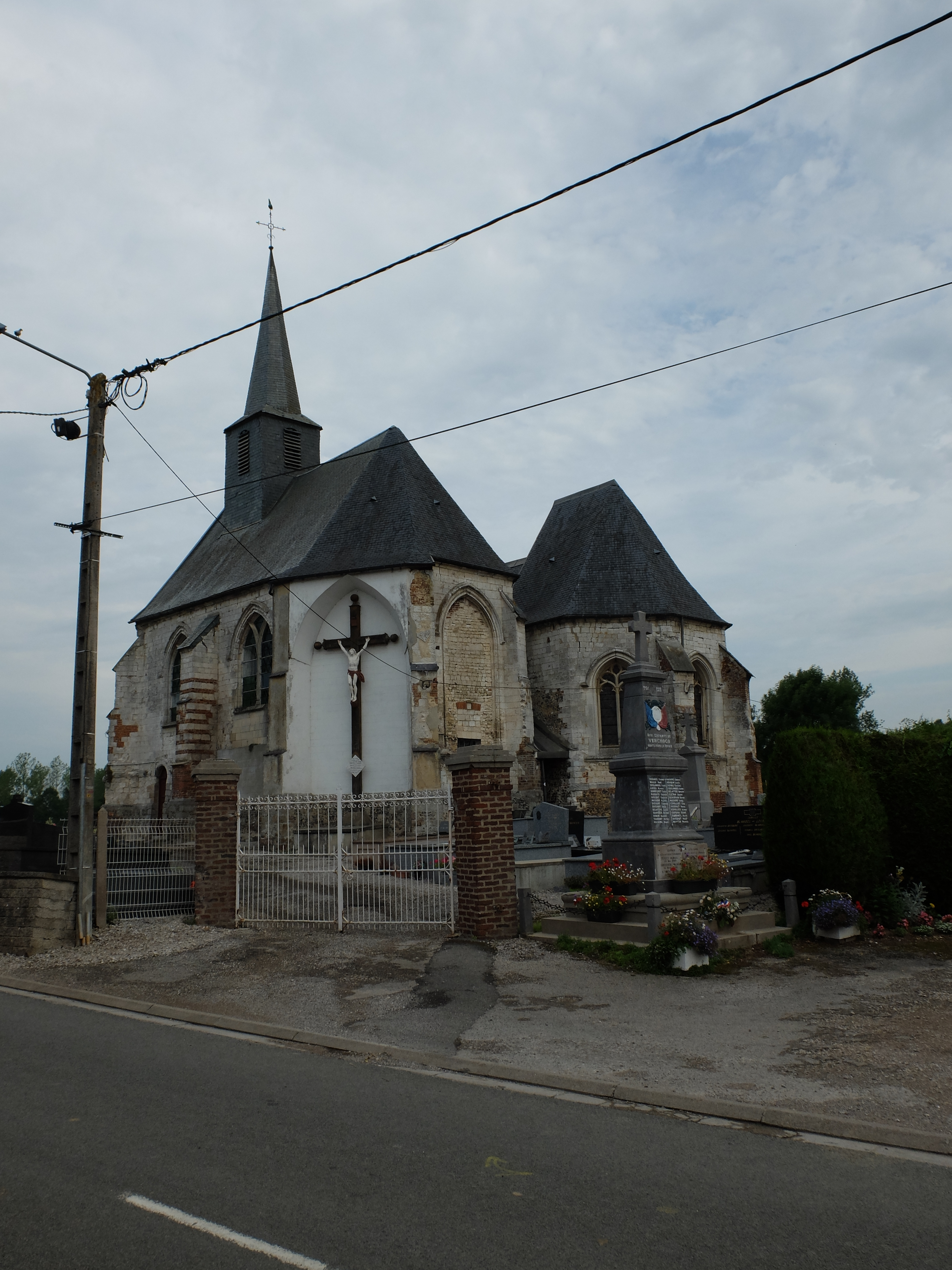
Kirche Saint-Martin
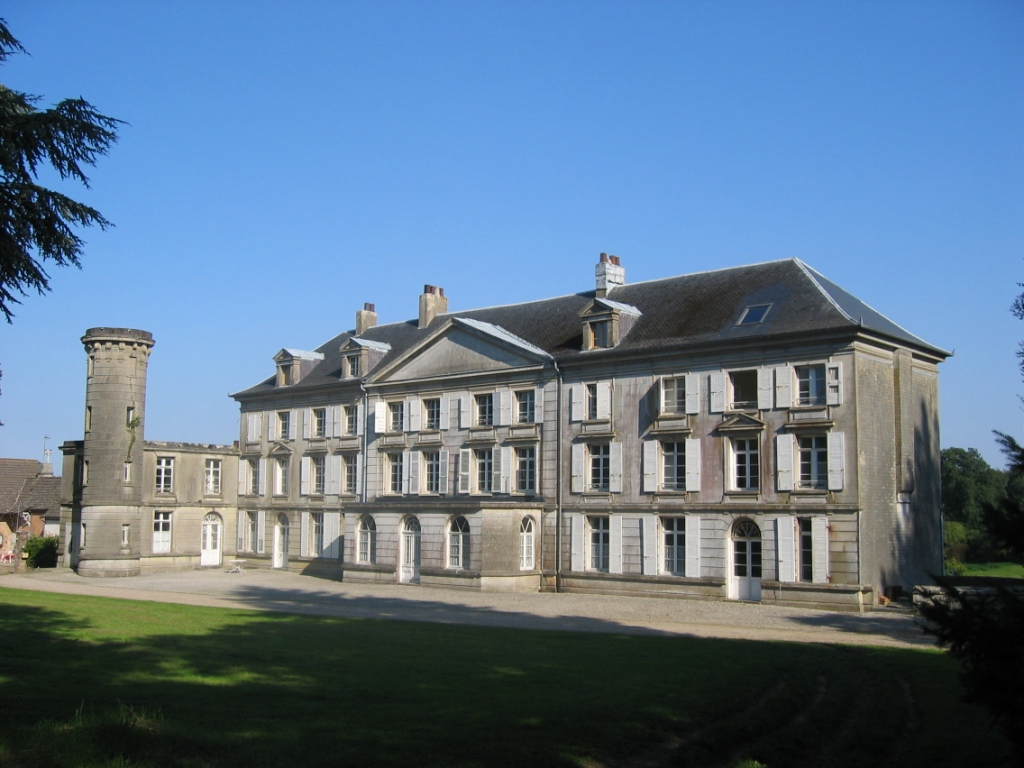
Schloss

## Persönlichkeiten
- Pierre de La Gorce (1846–1934), Historiker, hier begraben